# Batalla de Pablo Pérez
La Batalla de Pablo Pérez o Batalla de Pablo Páez fue un enfrentamiento armado librado el 6 de diciembre de 1816 en el contexto de la invasión lusobrasileña de la Banda Oriental. Una división del ejército del Reino Unido de Portugal, Brasil y Algarbes, comandada por el mariscal de campo Bernardo da Silveira, se enfrentó allí contra las milicias orientales que defendían el territorio, encabezadas por Fernando Otorgués.
La batalla se libró cerca del arroyo Pablo Pérez, en el departamento de Cerro Largo, actual Uruguay. Gracias a una carga inesperada de Otorgués, las tropas orientales consiguieron la victoria, haciendo retroceder a las tropas luso-brasileñas.

## Antecedentes
El plan de invasión luso-brasileño de la Banda Oriental preveía la división del ejército en tres columnas distintas. La mayor, encabezada por Carlos Federico Lecor, debió avanzar por la costa atlántica, mientras que la del general Joachim Xavier Curado debió permanecer al norte del río Negro. La tercera columna, confiada al mariscal de campo Bernardo da Silveira, debía moverse entre las otras dos, ocupándose sobre todo de proteger el flanco derecho de la división principal. El objetivo inicial de Silveira, la ciudad de Paysandú, fue modificado por Lecor, quien ordenó a la columna marchar sobre Montevideo.
Silveira invadió el territorio oriental, pero pronto se encontró en dificultades por la falta de caballos. El 9 de noviembre de 1816 cruzó el río Yaguarón e invadió el territorio de Cerro Largo, donde lo esperaba el comandante oriental Fernando Otorgués, quien había desplegado algunas patrullas en la zona. Un enfrentamiento inicial entre patrullas de reconocimiento resultó en una victoria luso-brasileña y la captura de catorce prisioneros del este.
Con la intención de encontrar al enemigo, Silveira compuso un cuerpo de vanguardia con dos compañías de caballería portuguesas, medio escuadrón de milicias de Río Grande y otros combatientes irregulares, poniéndolo a las órdenes del teniente coronel Manuel Antonio Recanha.

## La batalla
El 6 de diciembre de 1816 la vanguardia lusobrasileña atacó a Fernando Otorgués, quien, superado en número, se retiró hasta llegar al arroyo Pablo Pérez. Aquí el comandante oriental, al darse cuenta del cansancio de los caballos utilizados por los enemigos y de la distancia entre la vanguardia y el cuerpo principal de la columna, dio media vuelta a sus tropas y dirigió personalmente el ataque.
El enfrentamiento dejó cuarenta muertos en las filas luso-brasileñas. Las tropas orientales sufrieron la pérdida de catorce heridos y nueve muertos.

## Consecuencias
Tras la derrota, Silveira se retiró a los pastos de Casupá, donde permaneció unos diez días, convencido de que la posición le proporcionaba una buena ventaja estratégica. Al mismo tiempo intentó contactar con la columna principal del ejército luso-brasileño. A las tropas de Otorgués se unieron las de Fructuoso Rivera y juntas marcharon contra la columna de Silveira. Sin embargo, los desacuerdos entre los dos comandantes orientales hicieron que fracasara el plan de obligar al enemigo a una batalla decisiva. Otorgués se retiró hacia el río Yí, mientras Rivera enviaba a su vanguardia, encabezada por Juan Antonio Lavalleja, a realizar continuas acciones de disturbio contra los lusobrasileños.
El 4 de enero de 1817, Silveira, que había abandonado su puesto ante la imposibilidad de contactar con Lecor, entró en Minas, donde permaneció ocho días, rodeado por las tropas de Rivera. A mediados de mes logró llegar a Pan de Azúcar, donde se unió a la columna de Lecor para lanzarse sobre Montevideo.